# Tanorus desidiosus
Tanorus desidiosus là một loài Trichoptera trong họ Hydrobiosidae. Chúng phân bố ở miền Australasia.